# Rita da Cascia (mini-série)
Pour le film de 1943, voir Rita da Cascia (film).
Rita da Cascia est une mini-série télévisée italo-anglo-allemande diffusée en 2004, qui présente la vie de Sainte Rita de Cascia. 

## Description
Rita da Cascia est une co-production internationale réalisée par RTI, Lux Vide (it), S&R Production associées à Blue Star Movies et Lux Vide GmbH. Le format original est celui d'une mini-série de deux épisodes de 100 minutes chacune ; Canale 5 a diffusé la mini-série dans ce format les 26 et 27 septembre 2004. Par la suite, Mediaset a proposé la mini-série soit en format original, soit en format réduit (114 minutes).
Lux Vide (it), entreprise de Matilde et Luca Bernabei a produit cette minisérie avec le patronage de l’Ordre de Saint Augustin dont Sainte Rita fait partie. La réalisation est de Giorgio Capitani. 

## Fiche technique
- Titre : Rita da Cascia
- Genre : biographie, film historique, drame, film religieux
- Réalisateur : Giorgio Capitani
- Scénariste : Maura Nuccetelli, Elisabetta Lodoli, avec la collaboration de Salvatore Basile, Saverio D'Ercole
- Photographie : Fabrizio Lucci
- Montage : Antonio Siciliano
- Musique : Marco Frisina
- Décors : Francesco Bronzi
- Costumes : Enrica Biscossi
- Production : Luca Bernabei, Anselmo Parrinello pour RTI, Lux Vide (it), S&R Production associées à Blue Star Movies, Lux Vide GmbH

## Distribution
- Vittoria Belvedere : Rita Lotti
- Martin Crewes (en) : Paolo Mancini
- Simone Ascani : Tommaso
- Adriano Pappalardo : Guido Cicchi
- Dietrich Hollinderbaum : Ferdinando Mancini
- Michaela Rosen : Teresa Mancini
- Sandro Giordano : Bernardo Mancini
- Manolo Capissi : Giangiacomo Mancini
- Stanislao Capissi : Paolo Maria Mancini
- Sydne Rome : Amata Lotti
- Giorgia Bongianni : Caterina Mancini
- Mirco Petrini : Francesco Mancini
- Sebastiano Colla : Ludovico Cicchi
- Belinda Sinclair : sœur Matilde
- Massimiliano Pazzaglia : Duccio
- Monica Fiorentini : épouse de Duccio
- Giacomo Piperno (it) : Antonio Lotti
- Cecilia Cinardi : Agnese
- Lina Sastri : abbesse